# Leea unifoliolata
Leea unifoliolata är en vinväxtart som beskrevs av Merrill. Leea unifoliolata ingår i släktet Leea och familjen vinväxter. Inga underarter finns listade i Catalogue of Life.